# Svarta örns orden (ordenssällskap)

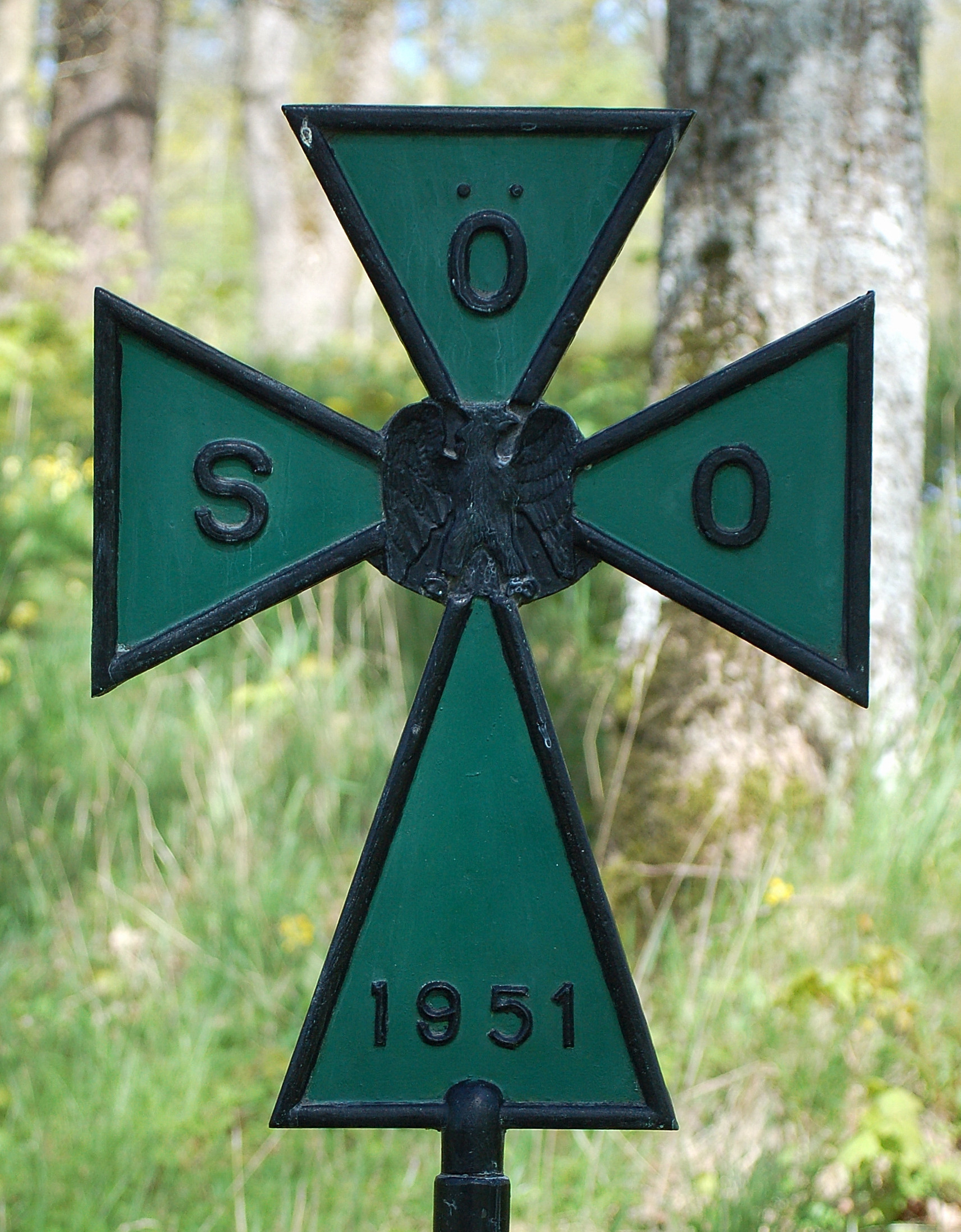
Kors rest 1951 av Svarta örns orden vid Riseberga kloster.

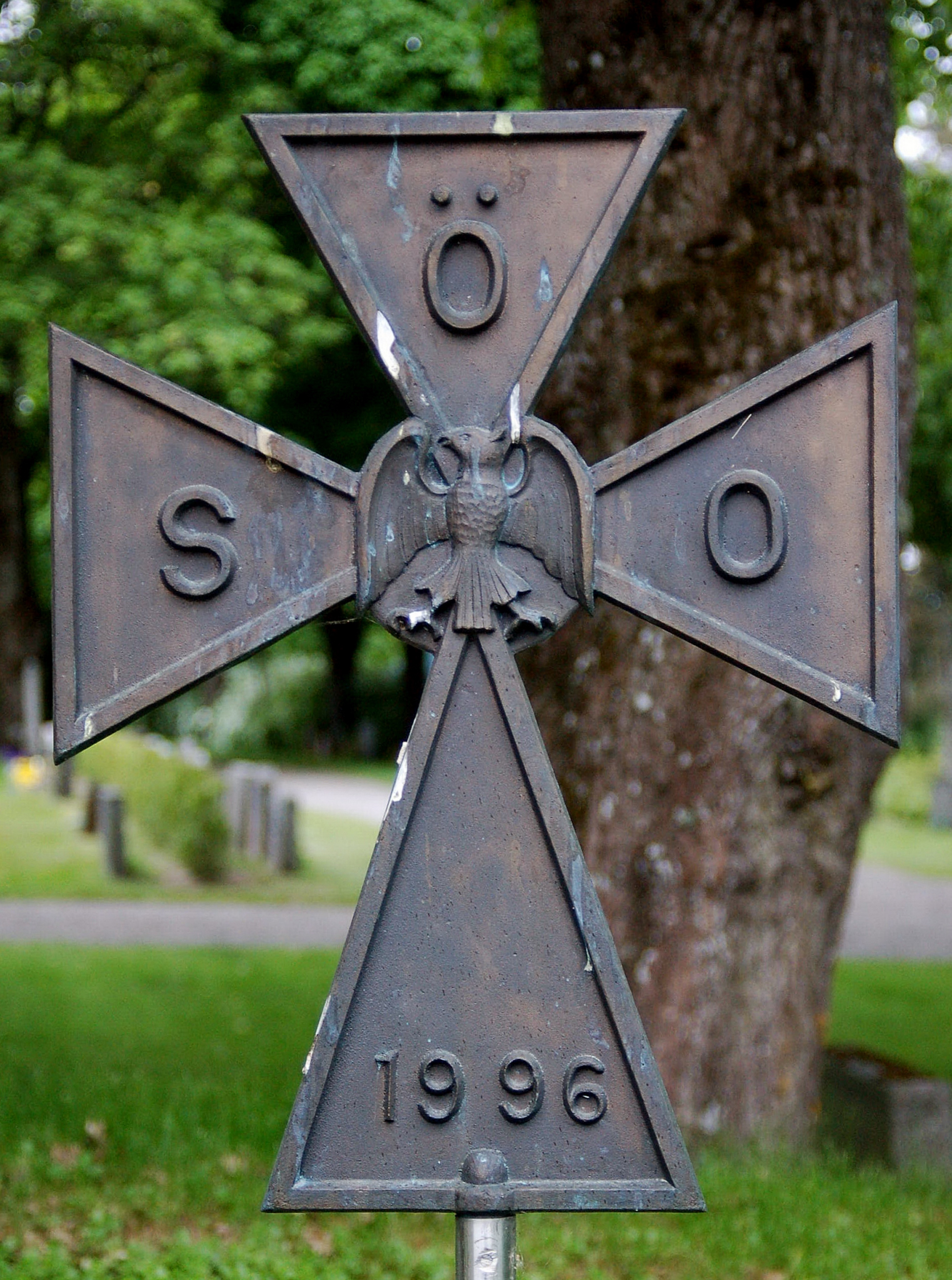
Kors rest 1996 av Svarta örns orden vid Mosjö kyrka

Svarta örns orden är en svensk orden ,från början för män, som grundades av sjökapten John Hellstenius med en loge i Göteborg, vilken konstituerades den 1 mars 1903. Ur denna Göteborgsloge har orden växt och omfattade 2019, utöver den ursprungliga storlogen, fyra riddareloger samt därunder elva lokala loger inom herrsektionen i Göteborg (1903), Varberg (1924), Borås (1928), Falköping (1939), Skara (1945), Örebro (1946), Lidköping (1950), Uddevalla (1954), Halmstad (1956), Malmö (1961) och Stockholm (2005). Orden är från och med 2016 även öppen för kvinnor som bildar en damsektion. 
Orden har tio grader som  är baserad på fyra "grundpelare": gudstro, fosterlandskärlek, broderskap/systerskap och barmhärtighet. Valspråket är "Rätt och sanning" och emblemet en svart högerseende fläkt örn. Ordens vision är, enligt egen utsago, att på kristen grund uppnå ett etiskt samhälle med etiskt verkande samhällsmedborgare.
Medlemskap i orden är öppet för evangeliskt-lutherska kristna män och kvinnor som fyllt 23 år och förutsätter rekommendation av två faddrar.

## Ordens egen berättelse om sin historia
Orden är i grunden ett amerikanskt ordenssällskap, The Brothers of Black Eagle. Det är grundad i mitten av 1600-talet av protestantiska emigranter från Europa ombord på skeppet The Black Eagle. Besättningen samt manliga passagerare bildade ett slutet sällskap, "The Brothers of Black Eagle", för att i Nordamerika stödja medlemmarna i både andlig och världslig bemärkelse. Skeppet har namngetts för att tydligt markera en motpol till den mäktiga Jesuitorden vars medlemmar kallades "vita örnar". Den franske hugenottättlingen M. Boulanger ledde arbetet ombord på "The Black Eagle", bland annat med att utarbeta samfundets lagar och organisation.
Från Boston i Massachusetts, där skeppet lade till, spreds sedan orden successivt till andra delar av USA och gav inspiration till John Hellstenius som tog med sig ordens grundvalar när han kom tillbaks till Sverige från USA på 1890-talet.

## Stormästare
| Namn              | Ämbetsperiod |
| ----------------- | ------------ |
| John Hellstenius  | 1903-1905    |
| Georg Ekroth      | 1906-1908    |
| John Hilmer Lindh | 1909-1910    |
| Wilhelm Friberg   | 1910-1931    |
| Carl Landström    | 1932         |
| Olof Traung       | 1932-1958    |
| Björn Traung      | 1958-1990    |
| Göran Johnsson    | 1990-2001    |
| Göte Westerberg   | 2001-2008    |
| Lennart Håwestam  | 2008-2024    |